# Tengius kurosawai
Tengius kurosawai là một loài bọ cánh cứng trong họ Cerambycidae.